# Cochoapa el Grande
Cochoapa el Grande é um município do estado de Guerrero, no México.